# Oxycoryphe nitida
Oxycoryphe nitida är en stekelart som först beskrevs av Cameron 1911.  Oxycoryphe nitida ingår i släktet Oxycoryphe och familjen bredlårsteklar. Inga underarter finns listade i Catalogue of Life.